# 디키스티우스속
디키스티우스속(Dichistius)은 에우페르카리아류에 속하는 조기어류 속의 하나이다. 디키스티우스과(Dichistiidae)의 유일속으로 2종으로 이루어져 있다. 농어목으로 분류하기도 한다. 디키스티우스 카펜시스(Dichistius capensis)는 아프리카 남부의 대서양 해안, 디키스티우스 물티파스키아투스(Dichistius multifasciatus)는 아프리카 남부의 인도양 해안에서 각각 발견된다. 몸길이는 최대 80cm(D. capensis)와 35cm(D. capensis)이며, 둘 다 상업용과 낚시용으로 인기가 높다.

## 하위 종
- 디키스티우스 카펜시스 또는 갈조엔 (Dichistius capensis) (G. Cuvier, 1831)
- 디키스티우스 물티파스키아투스 또는 띠갈조엔 (Dichistius multifasciatus) (Pellegrin, 1914)